# Landkreis Krummau
Der Landkreis Krummau war von 1938 bis 1945 eine Gebietskörperschaft im Großdeutschen Reich  im südlichen Teil Böhmens. Der Verwaltungssitz war Krummau an der Moldau.
1939 erfolgte die Eingliederung des Landkreises mit 62 Gemeinden in den Reichsgau Oberdonau.

## Landräte
1938–1939: ?
1939–1943: Otto Pieper (1909–1944)
1943–1945: Adolf Dietscher (* 1904)
1945–9999: Karl Glehn (1895–1985)